# بزمر (استان دوبریچ)
بزمر (به بلغاری: Bezmer) یک منطقهٔ مسکونی در بلغارستان است که در شهرستان ترول واقع شده‌است.